# Ironclad (jeu vidéo)
Pour les articles homonymes, voir Ironclad.
Ironclad (Ironclad Brikinger Chotetsu au Japon) est un jeu du type shoot 'em up développé par Saurus et édité par SNK en 1996 sur Neo-Geo CD (NGH 220),,. Fin 2009, le jeu est porté sur console virtuelle au Japon et le 12 mars 2010 sur console virtuelle en Europe. Une version Neo-Geo MVS sous forme de prototype fut présenté dans plusieurs salons du jeu vidéo de l'époque, mais le jeu n'est pas sorti officiellement à la vente dans le commerce,(en) Ironclad sur Gaming-History. Une version bootleg au format MVS et AES est apparue peu de temps après l'arrivée du jeu sur la console virtuelle japonaise de la Wii.